# Sune och tjejhatarligan
Sune och tjejhatarligan är en bok från 2012 i Suneserien av Anders Jacobsson och Sören Olsson.

## Handling
- Sune blir sjuk och måste operera bort blindtarmen. På sjukhuset finns för närvarande även Affe, som "tvingar" Sune att vara med i den så kallade "Tjejhatarligan".[1]

### Fotnoter
1. ↑  ”Sune och tjejhatarligan”. Adlibris. 6 mars 2012. Arkiverad från originalet den 12 mars 2017. https://web.archive.org/web/20170312043603/http://www.adlibris.com/se/ljudbok/sune-och-tjejhatarligan-9789185843282. Läst 22 juli 2012.